# Marnay (Viena)
Marnay és un municipi francès situat al departament de la Viena i a la regió de la Nova Aquitània. L'any 2007 tenia 591 habitants.

## Demografia

### Població
El 2007 la població de fet de Marnay era de 591 persones. Hi havia 237 famílies de les quals 59 eren unipersonals (51 homes vivint sols i 8 dones vivint soles), 67 parelles sense fills, 83 parelles amb fills i 28 famílies monoparentals amb fills.
La població ha evolucionat segons el següent gràfic:
Habitants censats

### Habitatges
El 2007 hi havia 281 habitatges, 239 eren l'habitatge principal de la família, 26 eren segones residències i 16 estaven desocupats. 279 eren cases i 2 eren apartaments. Dels 239 habitatges principals, 193 estaven ocupats pels seus propietaris, 44 estaven llogats i ocupats pels llogaters i 2 estaven cedits a títol gratuït; 12 tenien dues cambres, 30 en tenien tres, 64 en tenien quatre i 133 en tenien cinc o més. 168 habitatges disposaven pel capbaix d'una plaça de pàrquing. A 83 habitatges hi havia un automòbil i a 136 n'hi havia dos o més.

### Piràmide de població
La piràmide de població per edats i sexe el 2009 era:
| Homes | Edats   | Dones |
| ----- | ------- | ----- |
| 0     | 95 o +  | 4     |
| 0     | 90 a 94 | 4     |
| 0     | 85 a 89 | 0     |
| 0     | 80 a 84 | 4     |
| 16    | 75 a 79 | 8     |
| 8     | 70 a 74 | 16    |
| 12    | 65 a 69 | 8     |
| 16    | 60 a 64 | 20    |
| 12    | 55 a 59 | 8     |
| 20    | 50 a 54 | 8     |
| 16    | 45 a 49 | 20    |
| 16    | 40 a 44 | 24    |
| 28    | 35 a 39 | 24    |
| 16    | 30 a 34 | 16    |
| 20    | 25 a 29 | 12    |
| 8     | 20 a 24 | 8     |
| 4     | 15 a 19 | 8     |
| 20    | 10 a 14 | 8     |
| 32    | 5 a 9   | 12    |
| 12    | 0 a 4   | 8     |

## Economia
El 2007 la població en edat de treballar era de 380 persones, 291 eren actives i 89 eren inactives. De les 291 persones actives 276 estaven ocupades (147 homes i 129 dones) i 15 estaven aturades (9 homes i 6 dones). De les 89 persones inactives 31 estaven jubilades, 33 estaven estudiant i 25 estaven classificades com a «altres inactius».

### Ingressos
El 2009 a Marnay hi havia 247 unitats fiscals que integraven 615 persones, la mediana anual d'ingressos fiscals per persona era de 17.724 €.

### Activitats econòmiques
Dels 18 establiments que hi havia el 2007, 4 eren d'empreses de construcció, 5 d'empreses de comerç i reparació d'automòbils, 1 d'una empresa de transport, 1 d'una empresa d'hostatgeria i restauració, 1 d'una empresa financera, 2 d'empreses immobiliàries i 4 d'empreses de serveis.
Dels 6 establiments de servei als particulars que hi havia el 2009, 1 era un paleta, 1 fusteria, 1 lampisteria, 1 electricista, 1 restaurant i 1 agència immobiliària.
Els 2 establiments comercials que hi havia el 2009 eren botiges de menys de 120 m².
L'any 2000 a Marnay hi havia 35 explotacions agrícoles que ocupaven un total de 2.425 hectàrees.

## Equipaments sanitaris i escolars
El 2009 hi havia una escola elemental integrada dins d'un grup escolar amb les comunes properes formant una escola dispersa.

## Poblacions més properes
El següent diagrama mostra les poblacions més properes.